# Leptopelis aubryi
Leptopelis aubryi е вид жаба от семейство Arthroleptidae. Видът не е застрашен от изчезване.

## Разпространение
Разпространен е в Ангола, Габон, Демократична република Конго, Екваториална Гвинея, Камерун, Нигерия и Централноафриканска република.